# 미야케 히토미 (1992년)
미야케 히토미,(일본어: 三宅 ひとみ 1992년 7월 10일 ~ )는 일본의 가수이다. 그룹 아이돌링의 멤버이다.
일본 도쿄도 출신이다.